# Dorfkirche Vietlübbe

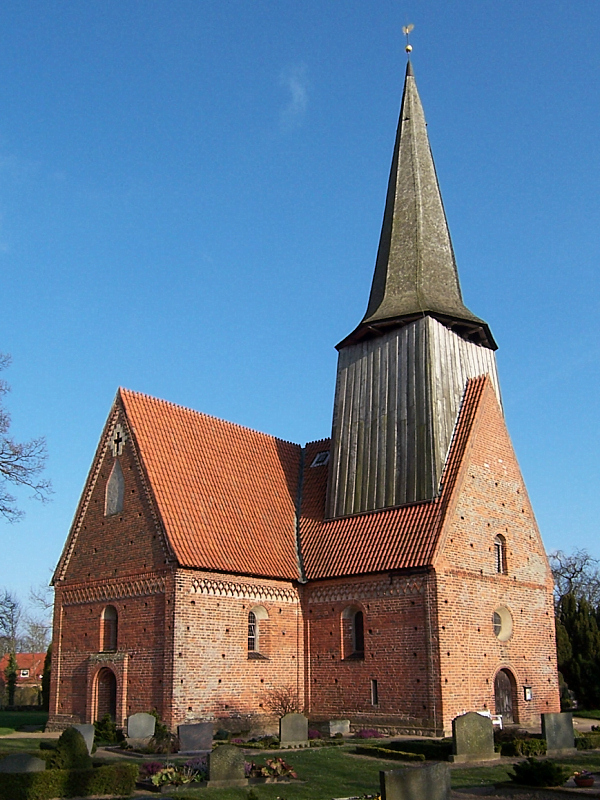
Kirche in Vietlübbe

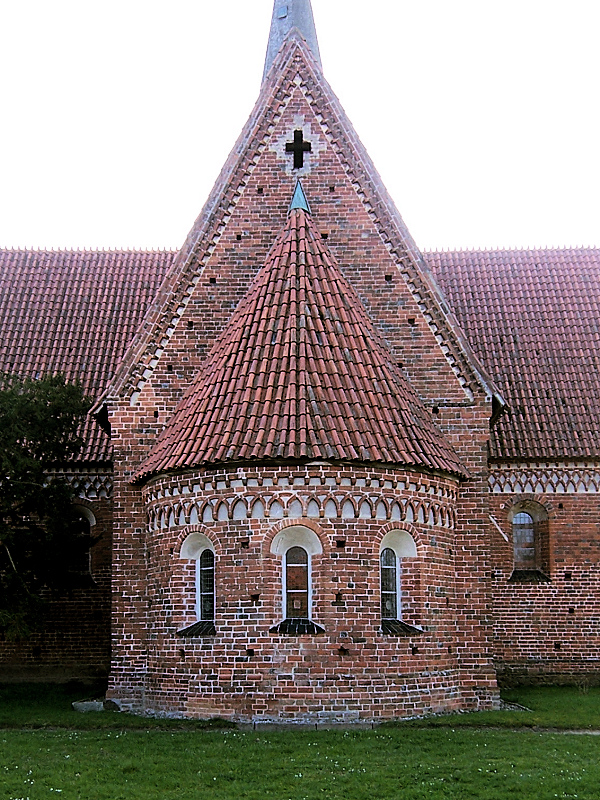
Apsis der Kirche

Die Dorfkirche von Vietlübbe ist eine backsteinromanische Quadratkirche in Vietlübbe bei Gadebusch im Landkreis Nordwestmecklenburg. Sie gilt als einer der ältesten Kirchbauten des Landes Mecklenburg-Vorpommern. Die Kirchengemeinde Vietlübbe, heute verbunden mit der Kirchengemeinde Mühlen Eichsen, gehört zur Propstei Wismar im Kirchenkreis Mecklenburg der Evangelisch-Lutherischen Kirche in Norddeutschland.

## Geschichte

Schnitt durch das Querschiff

Ansicht der Südseite, rechts die Apsis

Plan der Dorfkirche von Vietlübbe

Mit dem Bau der spätromanischen Kirche wurde zwischen 1220 und 1230 begonnen. Sie wird bereits im Ratzeburger Zehntregister von 1230 als Parochie Vitelube aufgeführt und gehörte damals zum Domkapitel des Ratzeburger Doms. Auch „an der bekannten Brod- und Weinspende“ Herzog Heinrichs des Pilgers nahm die Kirche im Jahr 1267 teil.
Der Bauplan der Kirche ist denkbar einfach und für mecklenburgische Verhältnisse genauso selten: Er besteht aus fünf gleich großen Quadraten, die zusammen ein Griechisches Kreuz bilden. Das Griechische Kreuz hat im Gegensatz zum Lateinischen Kreuz gleich lange Arme. Von der Planung her hätte die Kirche entsprechend zum gewohnten Lateinischen Kreuz erweitert werden können, indem vor das westliche Joch weitere Joche vorgesetzt worden wären. An das östliche Quadrat fügt sich eine halbrunde Apsis an. Über dem Joch des westlichen Quadrats wurde im 17. Jahrhundert ein spitzer, achtseitig behelmter Holzturm nachträglich aufgesetzt. Das mittlere Joch über der Vierung ruht auf mächtigen, aber sehr niedrigen Rundpfeilern.
Die Kirche wurde 1865 durch Georg Daniel grundlegend saniert, ihre Ausstattung dem damaligen Zeitgeschmack entsprechend erneuert. Insofern befand sich zur Zeit der Bestandsaufnahme durch Schlie zu Ende des 19. Jahrhunderts die gotische Triumphkreuzgruppe in Verwahrung im Pfarrhaus. Die Gemeinde hat seit 1988 unter Verzicht auf die gewohnte neugotische Ausmalung und des Großteils der Ausstattung des 19. Jahrhunderts den Innenraum der Kirche im Stil des Ratzeburger Doms reromanisieren lassen. Seither gibt die Kirche innen einen Eindruck, wie der Raum bereits um das Jahr 1300 gewirkt haben mag.
Zur mittelalterlichen Ausstattung gehören die Fünte aus Kalkstein von der Insel Gotland und ein Triumphkreuz mit Christus, das von einer Marienstatue und einem Johannes mit dem Buchbeutel umrahmt wird. Der in Messing getriebene Einsatz für das Taufbecken ist eine Stiftung aus dem Jahr 1697 und trägt die Inschrift „Lasset die Kinder zu mir kommen und wehret ihnen nicht, denn solcher ist das Reich Gottes“. Von der Ausstattung von 1865 ist nur das Gestühl und die Orgel erhalten.